# Théâtre Montmartre-Galabru
Pour les articles homonymes, voir Galabru (homonymie).
Le théâtre Montmartre-Galabru est une salle de spectacle parisienne situé 4, rue de l'Armée-d'Orient (18e arr.) et créée en 1850.

## Historique
En 1850, Renée Maubel fonde ce théâtre à l'italienne sous le nom du conservatoire Maubel. De nombreuses personnalités y séjournèrent notamment les comédiens Raimu et Pierre Fresnay, ou encore la chanteuse Fréhel. Dans les années 1970, le théâtre est laissé à l'abandon. 
En 1984, alors qu'il est devenu un hangar et un tas de gravats, le comédien Michel Galabru le rachète pour sa fille Emma, dans le but de le réhabiliter. Au fil des années, le théâtre est réaménagé, ce qui lui permet de rouvrir. Il change également plusieurs fois de nom : tout d'abord en théâtre Maubel-Galabru, puis théâtre Montmartre-Galabru et enfin depuis 2004, théâtre Michel-Galabru. La même année, le théâtre est également réaménagé avec des travaux dans l'entrée et les loges, ou encore la remise à niveau du matériel audio, pour en faire, d'après la direction, un « espace convivial et agréable ».
Actuellement, le théâtre est dirigé par Éric Reynaud-Fourton et propose des comédies, des spectacles musicaux, des one-man shows ou encore des spectacles pour enfants.

## Anecdote
Le directeur Éric Reynaud-Fourton, qui avait repéré le comédien Kyan Khojandi, l'invita à se produire sur la scène de son théâtre. Par la suite, ce dernier lui offrira le rôle de son père dans la série Bref, diffusée dans l'émission Le Grand Journal sur Canal+ de septembre 2011 à juillet 2012.